# Home Oil Tower
Home Oil Tower ist ein hohes Bürogebäude in Calgary, Alberta, Kanada. Es befindet sich auf der 324 8 Avenue SW, in direkter Nähe der Stephen Avenue. Das Gebäude ist ein Teil des Gebäudekomplexes, welches auch den Dome Tower, The Core Shopping Centre und den Devonian Gardens urban Park umfasst. Das Gebäude erreicht eine Höhe von 137,1 Meter und verfügt über 29 Etagen. Neben Büros befinden sich Shops und Restaurants sowie Cafés in der Empfangshalle. Das Gebäude wurde 1977 fertiggestellt und wird von 20 Vic Management betrieben.